# Квензель, Конрад (зоолог)
Конрад Квензель (швед. Conrad Quensel; 10 декабря 1767 — 2 августа 1806) — шведский энтомолог, профессор естественной истории в Стокгольмском музее. Внук шведского астронома Конрада Квензеля.
Изучал климат, флору и фауну (но прежде всего бабочек) Лапландии. Приступил к сочинению фундаментального обзора «Животные Швеции» (швед. Svensk zoologi), однако умер, завершив только два тома, изданные после его смерти в 1806 и 1823 гг.